# Höxter
Höxter /ˈhœkstɐ/ è una città di 28 467 abitanti della Renania Settentrionale-Vestfalia, in Germania.
Appartiene al distretto governativo (Regierungsbezirk) di Detmold ed è capoluogo del circondario (Kreis) omonimo (targa HX).
Höxter si fregia del titolo di "Media città di circondario" (Mittlere kreisangehörige Stadt).

## Geografia

### Collocazione

Höxter è la città più orientale della Renania Settentrionale-Vestfalia ed è attraversata dal Weser. Si trova nella valle superiore del Weser (Holzmindener Weser), immediatamente a ovest del Solling e a est della Foresta di Teutoburgo. Il punto più orientale della città è la frazione di Stahle. La maggioranza dell'area urbana si trova sulla sponda ovest del Weser, dove si trova anche l'Abbazia di Corvey. La città arriva fino alla cima del Köterberg, a 496 metri sul livello del mare.
La città confina direttamente con la Bassa Sassonia. Infatti sulla riva orientale si trova il Solling, un'altura che segna il confine tra i due Länder. Nell'estremità meridionale della città, vicino a Godelheim, il fiume Nethe sfocia nel Weser.
Le città più grandi vicine sono Paderborn (circa 45 km a ovest), Bielefeld (circa 65 km a nord-ovest), Hannover (circa 70 km a nord), Gottinga (circa 45 km a sud-est) e Kassel (circa 50 km a sud)

## Storia

### Medioevo
Höxter compare per la prima volta nel 775 in riferimento a una località vicina e oggi deserta, Brunisberg, presso la quale Carlo Magno combatté una battaglia contro i Sassoni. Dopo la conquista vi venne fondata una villa regia, Huxoria. Si trattava di una zona strategica importante, perché nelle vicinanze di Paderborn e lungo due strade principali che portavano da Brema a Kassel e la Westfälische Hellweg o Strada del sale, che collegava Duisburg a Paderborn.
Nel 882 Ludovico il Pio cedette la proprietà all'Abbazia di Corvey. Nel 1250 Höxter acquisì i diritti di città e nel 1295 entrò nella Lega Anseatica.

### Età moderna
Durante la Guerra dei Trent'anni la città venne duramente colpita. Nel 1634 i soldati della Lega Cattolica uccisero più di 1 500 abitanti in quella che è conosciuta come Bagno di sangue di Höxter (Blutbad von Höxter), causando un rapido impoverimento e il declino della città.
La città fu la capitale del Principato vescovile di Corvey dal 1792 al 1803, quando passò nelle mani della casata di Nassau-Orange, per poi essere acquisita dal Regno di Vestfalia nel 1807. Nel 1803 passò al Regno di Prussia. Dal 1816 Höxter divenne il capoluogo (Kreisstadt) del Distretto di Höxter nel Distretto governativo di Minden, nella regione della Vestfalia.
A metà del XIX secolo avvenne un lento sviluppo economico della città con la costruzione della rete ferroviaria Altenbeken-Holzminden-Kreiensen-Braunschweig, che passava da Höxter tramite il ponte sul Weser. La linea apparteneva alla Reale Compagnia Ferroviaria Vestfalica (Königlich-Westfälische Eisenbahn-Gesellschaft) e rappresentava un importante collegamento tra Berlino, Braunschweig e l'area industriale della Ruhr. Dopo la divisione della Germania nel 1945, la linea perse la propria importanza.

### XX-XXI secolo
Il 9 giugno 1951 venne sepolto in città Hans-Theodor Schmidt, Hauptsturmführer delle SS e aiutante del comandante del campo di concentramento di Buchenwald. Schmidt era originario di Höxter ed era stato giustiziato come ultimo criminale di guerra nella prigione militare di Landsberg.

## Cultura

### Musica
L'ensemble della Musikschule Höxter, il coro della Musikalischen Zentrum Höxter e molti altri centri musicali offrono alla città varie opportunità di partecipazione musicale. Nelle chiese di Höxter, inoltre, si tengono regolarmente concerti aperti al pubblico.

### Teatro
Il teatro comunale Residenz Stadthalle Höxter ha un programma regolare. Offre 680 posti a sedere su una superficie di 2000 m² e nella frazione di Stahle si trova un palcoscenico all'aperto costruito su una ex cava.

### Musei
- A Corvey si trova un museo che racconta la storia di Höxter dalle origini (IX secolo) fino al 1750 circa
- Il Jacob Pins Forum mette in mostra le opere dell'artista ebreo fuggito durante il Terzo Reich da Höxter per andare in Palestina. Le opere sono state donate da Pins stesso alla sua città natale ed è un'esposizione permanente in ricordo degli ebrei della città.

## Geografia antropica

### Suddivisioni amministrative
Höxter si divide in 13 distretti (Ortschaften), corrispondenti all'area urbana e a 12 frazioni:
| Frazione (Ortschaft) | Abitanti |  |
| -------------------- | -------- |  |
| Höxter (area urbana) |          |  |
| Albaxen              | 1 613    |  |
| Bödexen              | 841      |  |
| Bosseborn            | 527      |  |
| Brenkenhausen        | 1 280    |  |
| Bruchhausen          | 660      |  |
| Fürstenau            | 1 165    |  |
| Godelheim            | 890      |  |
| Lüchtringen          | 3 004    |  |
| Lütmarsen            | 1 029    |  |
| Ottbergen            | 1 541    |  |
| Ovenhausen           | 1 114    |  |
| Stahle               | 2 458    |  |

## Amministrazione

### Gemellaggi
- Corbie, Francia, dal 1963[8]
- Sudbury, Inghilterra, Regno Unito, dal 1980[8]